# Синкаюс
Синкаюс или Синкюс (на английски: Sinkayuseq Sinkiuse) е северноамериканско индианско племе, което в миналото заема обширна територия, простираща се между Рок Айлънд Крийк и Колумбия на запад, на север граница е река Колумбия, в областта на Гранд Кули и в басейна Суотила, на юг и изток от Биг Бенд, в областта на езерата Суп и Моузес и по Краб Крийк. Идентифицирани са общо 43 техни села. Близкородствени с уеначи, ентиат и челан, с които говорят диалекти на езика Колумбия – Моузес на клона Вътрешни салиши на Салишкото езиково семейство.

## Име
На техния език синкаюс означава „между хората“. Фредерик Уеб Ходж в неговите изследвания споменава името им като „синкюс“, а Джеймс Муни дава други техни имена като „Колумбия и Ил дьо Пиер“. Известни са още като групата Моузес или Колумбия – Моузес по името на техен изтъкнат вожд.

## Култура
Преди пристигането на коня около средата на 18 век основни храни са рибата, корените камас и дивеча. След усвояването на коня започват редовно да посещават северните равнини, за да ловуват бизони. Основно жилище е типичната за Платото къща – яма, използвана и през зимата, и през лятото. В селото има още отделна къща за жените, колиба за изпотяване и по-голяма комунална къща – яма. По-късно възприемат типито. Като останалите салишки племена в областта на река Колумбия, синкаюс използват малко дрехи. По-късно възприемат прерийния стил на обличане. Религиозните им вярвания са центрирани около духовете – помощници. Всеки човек по време на пубертета трябва да се сдобие с дух – помощник, обикновено в лицето на някое животно, което се явява по време на ритуала Търсене на видение.

## История
В миналото племето наброява около 800 души организирани в няколко географски асоциирани автономни групи, водени от вождове, помощник – вождове и Съвет на старейшините. Групите са локализирани в района на Гранд Кули, по Краб Крийк, около езерата Суп и Моузес и около няколко други малки езера.
Още с идването на първите бели търговци в региона около 1811 г., синкаюс влизат активно в търговията с кожи. През 1850-те, водени от вожда Моузес воюват срещу американската армия. През 1879 г. за племето е създаден резервата Колумбия, закрит 4 години по-късно. Остатъците от племето са преместени в резервата Колвил. Днес техните потомци са част от федерално признатото обединение Конфедеративни племена на резервата Колвил.